# Municipio Pucará
Das Municipio Pucará ist ein Verwaltungsbezirk im südöstlichen Teil des Departamento Santa Cruz im südamerikanischen Anden-Staat Bolivien.

## Lage im Nahraum
Das Municipio Pucará ist eines von fünf Municipios der Provinz Vallegrande. Es grenzt im Nordwesten an das Departamento Cochabamba, im Westen und Süden an das Departamento Chuquisaca und im Norden und Osten an das Municipio Vallegrande.
Das Municipio erstreckt sich zwischen etwa 18° 38' und 18° 58' südlicher Breite und 64° 03' und 64° 19' westlicher Länge, seine Ausdehnung von Westen nach Osten beträgt bis zu 25 Kilometer und von Norden nach Süden bis zu 35 Kilometer. Das Municipio grenzt im Westen in fast seiner gesamten Länge an den Río Grande, im äußersten Nordwesten an den Río Mizque.
Das Municipio umfasst 23 Gemeinden (localidades), der zentrale Ort des Municipio ist die Ortschaft Pucará mit 707 Einwohnern (Volkszählung 2012) im nördlichen Teil des Municipios.

## Geographie
Pucará liegt im Tal des Río Cañada in den südwestlichen Ausläufern der Cordillera Oriental. Die mittlere Jahrestemperatur der Region liegt bei 14 °C, der Jahresniederschlag beträgt 650 mm (siehe Klimadiagramm Pucará), die Region weist ein ausgeprägtes Tageszeitenklima auf.
Die Monatsdurchschnittstemperaturen schwanken nur unwesentlich zwischen 11 °C im Juli und 16 °C von November bis Januar. Die Region weist eine Trockenzeit mit Monatswerten von unter 20 mm von Mai bis September auf, die Niederschlagshöchstwerte liegen zwischen 100 und 125 mm in den Sommermonaten von Dezember bis Februar.

## Geschichte
Bekannt wurde die Region Pucará durch den argentinisch-kubanischen Revolutionär und Guerillakämpfer Ernesto „Che“ Guevara, der in der Ortschaft La Higuera im Herzen des Municipios am 9. Oktober 1967 von der bolivianischen Armee unter Beteiligung des US-amerikanischen Geheimdienstes CIA erschossen wurde.
Che Guevara führte damals eine kleine Gruppe internationalistischer Guerilleros, die eine Guerilla-Armee unter dem Namen ELN in Bolivien aufbauen wollten und von Kuba unterstützt wurden. Bevor ihnen aber der Aufbau einer schlagkräftigen Gruppe gelungen war, wurden sie entdeckt und in Scharmützel mit dem bolivianischen Militär verwickelt, das von der CIA unterstützt wurde. Schon früh wurde die Truppe getrennt: Che Guevara führte die eine Gruppe an, die auf der Suche nach der zweiten Gruppe an den östlichen Anden-Abhängen herumirrte und hin und wieder Hinterhalte gegen die Armee legte. Ein Kontakt zwischen den beiden Gruppen konnte aber bis zum Schluss nicht mehr hergestellt werden. Mitte des Jahres 1967 wurde das Rückzugsgebiet der bewaffneten Kämpfer um die Kubaner immer enger. Die zweite Gruppe wurde am 31. August 1967 aufgerieben; mit ihrem Chef Juan Vitalio Acuña Núñez starb auch die Deutsche Tamara Bunke („Tania la Guerillera“) in einem feindlichen Hinterhalt bei Vado de Puerto Mauricio.
Che Guevaras Gruppe, die am Ende nur noch aus 14 Mann bestand, wurde am 8. Oktober 1967 in der bei La Higuera liegenden Schlucht Quebrada del Churo (auch: „Quebrada del Yuro“) von Regierungstruppen aufgespürt. Nach heftigen Kämpfen wurde der verwundete Comandante Che Guevara dort festgenommen und ins Schulgebäude von La Higuera gebracht, wo er unter Leitung eines CIA-Agenten verhört wurde. Am folgenden Tag wurde er in dem Ort ohne Gerichtsverhandlung erschossen. Die Leiche von Che Guevara sollte spurlos beseitigt werden und wurde heimlich in Vallegrande auf dem Flugplatz begraben.
In La Higuera erinnert heute ein Denkmal in Form einer überlebensgroßen Büste an Che Guevara, im ehemaligen Schulhaus befindet sich eine Gedenkstätte.

## Bevölkerung
Die Einwohnerzahl des Municipios hat zwischen 1992 und 2024 um etwa ein Fünftel abgenommen:
| Jahr | Einwohner | Quelle       |
| ---- | --------- | ------------ |
| 1992 | 2571      | Volkszählung |
| 2001 | 2548      | Volkszählung |
| 2012 | 2076      | Volkszählung |
| 2024 | 2009      | Volkszählung |

Die Bevölkerungsdichte bei der letzten Volkszählung von 2024 betrug 3,0 Einwohner/km².
Der Alphabetisierungsgrad in der Provinz beträgt 79,6 Prozent, und zwar 84,4 Prozent bei Männern und 74,0 Prozent bei Frauen.
Die Säuglingssterblichkeit ist von 6,4 Prozent (1992) auf 5,2 Prozent (2001) zurückgegangen.
99,6 Prozent der Bevölkerung sprechen Spanisch, 1,8 Prozent sprechen Quechua und 0,1 Prozent Aymara. (2001)
99,5 Prozent der Bevölkerung haben keinen Zugang zu Elektrizität, 99,2 Prozent leben ohne sanitäre Einrichtung (2001).
72,6 Prozent der 594 Haushalte besitzen ein Radio, 2,1 Prozent einen Fernseher, 16,5 Prozent ein Fahrrad, 1,3 Prozent ein Motorrad, 2,0 Prozent einen PKW, 0,5 Prozent einen Kühlschrank, 0,2 Prozent ein Telefon. (2001)
87,6 Prozent der Einwohner sind katholisch, 10,9 Prozent sind evangelisch (1992).

## Politik
Ergebnis der Regionalwahlen (concejales del municipio) vom 4. April 2010:
| Wahl- berechtigte |  | Wahl- beteiligung | gültige Stimmen |  | MAS-IPSP | VERDES | TODOS |
| ----------------- |  | ----------------- | --------------- |  | -------- | ------ | ----- |
| 979               |  | 905               | 830             |  | 450      | 377    | 3     |
|                   |  | 92,4 %            | 91,7 %          |  | 54,2 %   | 45,4 % | 0,4 % |

Ergebnis der Regionalwahlen (elecciones de autoridades políticas) vom 7. März 2021:
| Wahl- berechtigte |  | Wahl- beteiligung | gültige Stimmen |  | MAS-IPSP | CREEMOS | UNIDOS | SOL    | MNR    | ASIP   |
| ----------------- |  | ----------------- | --------------- |  | -------- | ------- | ------ | ------ | ------ | ------ |
| 1.192             |  | 1.091             | 1.008           |  | 525      | 456     | 15     | 7      | 3      | 2      |
|                   |  | 91,53 %           | 92,39 %         |  | 52,08 %  | 45,24 % | 1,49 % | 0,69 % | 0,30 % | 0,20 % |

## Gliederung
Das Municipio Pucará untergliedert sich in die folgenden beiden Kantone (cantones):
- Cantón Pucará (im nördlichen Teil des Municipio) – 10 Vicecantones – 12 Gemeinden – 1.538 Einwohner (2001)
- Cantón La Higuera (im südlichen Teil des Municipio) – 9 Vicecantones – 11 Gemeinden – 910 Einwohner

## Ortschaften im Municipio Pucará
- Pucará 707 Einw. – La Higuera 95 Einw.

## Politik
Bei den Wahlen von 2004 verteilten sich die Wählerstimmen auf die Parteien wie folgt:
- MNR 37,6 %
- NFR 17,6 %
- MBL 17,1 %
- MIR-NM 16,0 %
- MAS 6,4 %
- ADN 5,3 %